# Étourdissement avant abattage
L'étourdissement est le processus qui consiste à rendre un animal inconscient avant de l'abattre.

## Concept
Les animaux abattus à des fins de consommation humaine sont généralement tués en coupant les principaux vaisseaux sanguins du cou ou du thorax, ce qui entraîne une perte de sang rapide. Après un certain degré de perte de sang, l'animal devient inconscient, puis, après une perte de sang plus importante, la mort survient. Entre la section de ses vaisseaux sanguins et la perte de conscience, l'animal ressent de la douleur, du stress et de la peur. La durée de cet intervalle, déduit de la réponse comportementale et cérébrale, peut aller de 20 secondes chez le mouton et 25 secondes chez le porc, jusqu'à 2 minutes chez les bovins et plus de 2 minutes et demi chez les volailles, voire parfois plus de 15 minutes chez les poissons. L'étourdissement préalable à cette saignée intervient alors dans le but de diminuer le stress et les souffrance de l'animal pendant cette période. La meilleure méthode d'étourdissement avant abattage dépend de l'espèce animale considérée.

## Historique

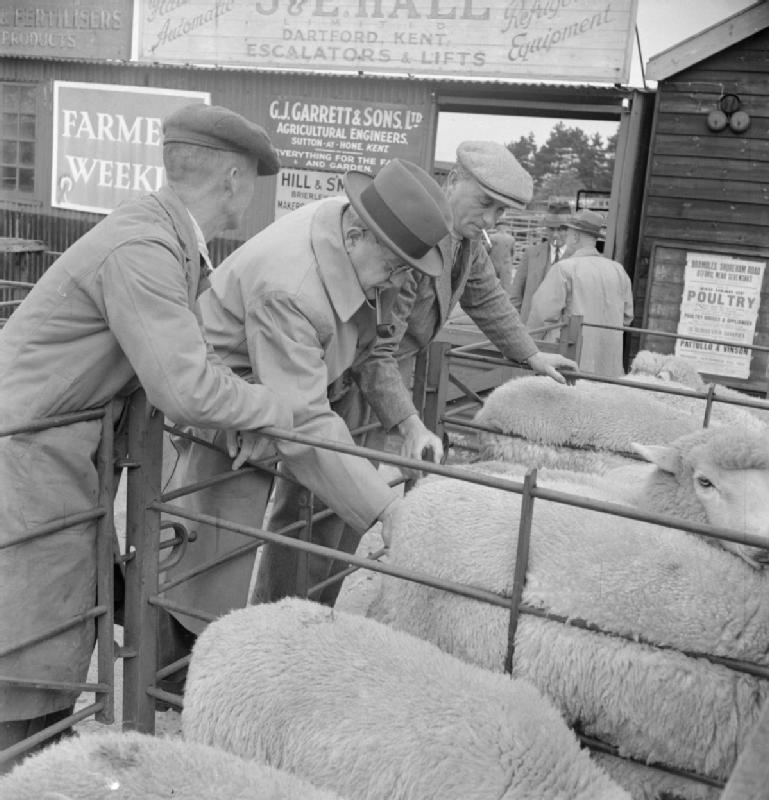
Moutons au marché aux bestiaux de Maidstone (Kent) 1944.

La conviction de la nécessité de l'étourdissement avant abattage des animaux a conduit de nombreux pays à son adoption. L'un des premiers militants en la matière a été le médecin, Benjamin Ward Richardson, qui a passé de nombreuses années de sa vie à développer des méthodes d'abattage plus respectueuses. Dès 1853, il conçoit une pièce capable de gazer les animaux jusqu'à la mort, soi-disant sans douleur. Il fonde la Model Abattoir Society en 1882 pour mener des recherches et faire campagne pour d'autres méthodes d'abattage. Il a expérimenté l'utilisation du courant électrique à la Royal Polytechnic Institution de l'Université de Westminster.
Le développement des techniques d'étourdissement s’est produit en grande partie au cours de la première moitié du XXe siècle. En 1911 au Royaume-Uni, le Conseil de justice pour les animaux (devenu par la suite l'Association pour l'abattage humain (en)) est créée pour améliorer l'abattage du bétail et lutter contre la mise à mort d'animaux de compagnie non désirés. Au début des années 1920, l'association a présenté un étourdisseur mécanique qui a été adopté par de nombreuses autorités locales.
La HSA a joué un rôle clé dans l'adoption de la Slaughter of Animals Act de 1933. Cette loi a rendu obligatoire au Royaume-Uni l'étourdissement mécanique des vaches et l'étourdissement électrique des porcs, à l'exception de la viande juive et musulmane. Des méthodes modernes, telles que le pistolet d'abattage et les pinces électriques, étaient ainsi rendues obligatoires, et les armes blanches explicitement interdites.

## Méthodes modernes
Dans les abattoirs modernes, diverses méthodes d'étourdissement sont utilisées pour le bétail. Les méthodes comprennent : l'étourdissement électrique, l'étourdissement au gaz et l'étourdissement par percussion.

### Étourdissement électrique
L'étourdissement électrique, ou électronarcose, se fait en envoyant un courant électrique à travers le cerveau ou le cœur de l'animal avant l'abattage. Le courant traversant le cerveau induit une convulsion générale immédiate mais non mortelle qui entraîne une perte de conscience. Le courant qui traverse le cœur provoque un arrêt cardiaque immédiat qui mène également sous peu à l'inconscience et à la mort. C'est cependant une méthode controversée. Chez les poulets par exemple, une surcharge électrique peut entraîner des fractures osseuses ou empêcher la saignée de l'animal. Cela affecte négativement la qualité de la viande et, par conséquent, une utilisation suboptimale est une pratique intéressante pour les abattoirs.
Aux Pays-Bas, par exemple, la loi dispose que les volailles doivent être étourdies pendant 4 secondes minimum avec un courant moyen de 100 mA, ce qui conduit à une utilisation suboptimale systématique.
Le CrustaStun est un appareil conçu pour administrer un choc électrique létal aux crustacés (comme les homards, les crabes et les écrevisses) avant la cuisson. Cela évite de les faire bouillir vivant et conscients. L'appareil fonctionne en appliquant une charge électrique de 110 volts et de 2 à 5 ampères à l'animal. Il est rapporté que le CrustaStun rend les coquillages inconscients en 0,3 seconde et tue l'animal en 5 à 10 secondes, contre 3 minutes pour tuer un homard par ébullition ou 4,5 minutes pour un crabe.

### Étourdissement au gaz
Avec l'étourdissement au gaz, les animaux sont exposés à un mélange de gaz respiratoires (argon et azote par exemple) qui provoque une perte de conscience ou la mort par hypoxie ou asphyxie. Le processus n'est pas instantané. On parle aussi d'abattage par atmosphère contrôlée.

### Étourdissement par percussion
Avec l'étourdissement par percussion, un dispositif qui frappe l'animal sur la tête, avec ou sans pénétration, est utilisé. De tels dispositifs, tels que le pistolet d'abattage (ou matador), peuvent être pneumatiques ou actionnés par poudre. L'étourdissement par percussion produit une perte de conscience immédiate par traumatisme crânien.

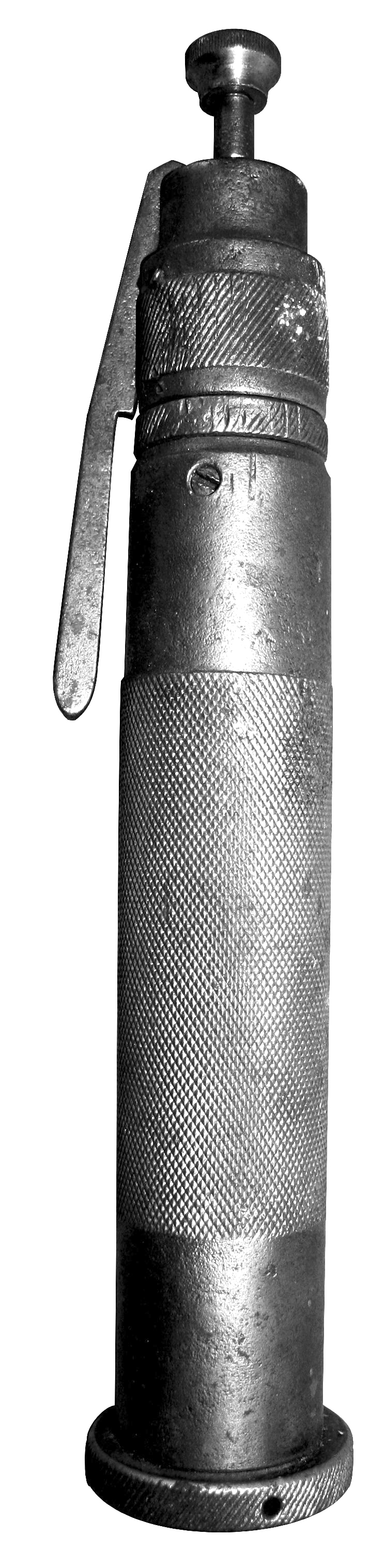
Pistolet d'abattage.
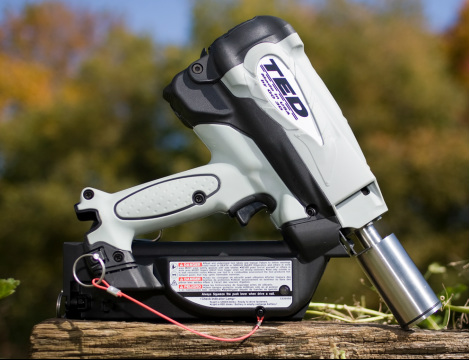
Pistolet d'abattage.
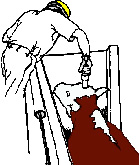
Étourdissement d'une vache immobilisée dans le box d'abattage, avec un pistolet d'abattage.
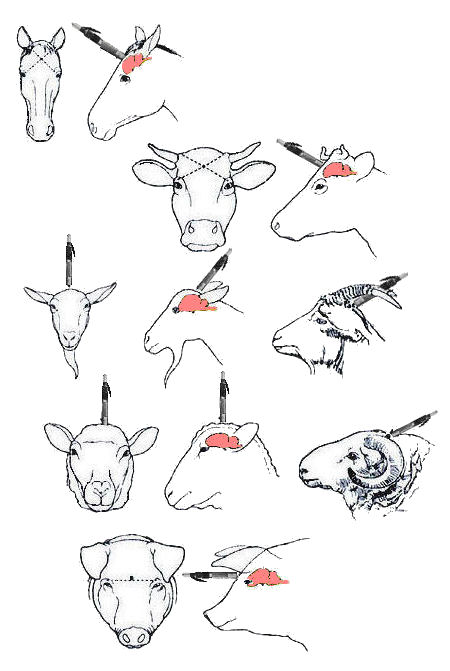
Instructions de positionnement du pistolet d'abattage pour assurer un étourdissement rapide.

## Réglementation

Obligations légales pour l'abattage rituel en Europe:
Étourdissement non obligatoire
Étourdissement post-égorgement obligatoire
Étourdissement simultané obligatoire
Étourdissement pré-égorgement obligatoire
Abattage rituel interdit
Pas de données

### Union européenne
Le règlement n° 1099/200915 sur la protection des animaux au moment de leur mise à mort. prévoit qu'ils ne peuvent être abattus qu'après étourdissement et doivent être maintenus dans un état d’inconscience et d’insensibilité jusqu’à leur mort (art. 4§1). L’unique possibilité de dérogation à l’étourdissement préalable concerne « les animaux faisant l’objet de méthodes particulières d’abattage prescrites par des rites religieux, […] pour autant que l’abattage ait lieu dans un abattoir » (art. 4§4). La Cour de justice de l’UE a confirmé à plusieurs reprises la validité de cette dérogation aux fins de garantir le respect de la liberté de religion, tout en accordant une large marge d’appréciation aux États en la matière au nom d’une meilleure prise en compte du bien-être animal. 
En France, pour des raisons éthiques et pratiques, mais avec certaines dérogations possibles, fixées par un décret du 16 avril 1964 (1970 pour les volailles et lapins), renforcé par le décret JORF,, il y a obligation d'étourdissement des animaux avant abattage : pistolet d'abattage pour les gros animaux (bovins et équidés), électronarcose, anesthésie par gaz pour les ovins, porcins, volailles et lapins de moindre gabarit.

### États-Unis
L'étourdissement est régi par les dispositions du Humane Slaughter Act (en)(7 USC 1901), que le Service de sécurité et d'inspection des aliments (en)(FSIS) a le mandat de faire appliquer en vertu de la loi fédérale sur l'inspection des viandes (en) (21 USC 603 (b)). Aucune disposition similaire n'existe dans la Poultry Products Inspection Act de 1957 (en) (21 USC 451 et suivants).
Après confirmation du premier cas d'encéphalopathie spongiforme bovine (ESB) aux États-Unis, le FSIS a publié une réglementation (69 FR 1887, 12 janvier 2004) interdisant l'utilisation du dispositif d'étourdissement le plus utilisé (pistolet d'abattage pneumatique) car le dispositif à air comprimé (contrairement à il a été démontré que le boulon captif à cartouche ou non pénétrant) force des morceaux de cerveau et d'autres tissus du système nerveux central (SNC) dans la circulation sanguine. Le sang des bovins est principalement traité pour être utilisé comme complément protéique dans les aliments pour animaux et comme substitut du lait pour les veaux, et pourrait transmettre l'ESB s'il contenait des matières à risque spécifiées (les MRS comprennent le cerveau et les tissus du SNC).